# Полет 521 на „Емирейтс“
Полет 521 на „Емирейтс“ е редовен международен пътнически полет от международното летище „Тривандрум“, Тируванантапурам, Индия, до международното летище „Дубай“, Дубай, Обединените арабски емирства, управляван от „Емирейтс“. На 3 август 2016 г. самолетът „Боинг 777-31H“, който изпълнява полета, се разбива на летището в Дубай при опит за прекратяване на кацане. Всички 282 пътници и 18 членове на екипажа на борда оцеляват, въпреки че 36 души са ранени, някои от които сериозно. В спасителната операция един пожарникар намира смъртта си, а други 7 са ранени.
В окончателния доклад, публикуван през февруари 2020 г., става ясно, че екипажът не наблюдава ефективно основните параметри на полетните инструменти по време на кацането, както и по време на опита да го прекрати (да мине на втори кръг) и допълнително не работи правилно с лостовете за управление на тягата на двигателите в положение за излитане/минаване на втори кръг. Установено е и че екипажът разчита твърде много автоматизацията на машината; освен това в тази критична полетна ситуация той попада в среда, различна от тази, за която е обучен.
На 11 август, осем дни след катастрофата, „Емирейтс“ предоставя обезщетение от 7000 щ. д. за всеки от 282-мата пътници, включително 2000 щ. д. за загуба на багаж и лични вещи и 5000 щ. д. за всякакви други щети, които всеки е претърпява. Към юни 2025 г. това е единствената пълна загуба на самолет за тази авиокомпания.